# Hamma capeneri
Hamma capeneri är en insektsart som beskrevs av Boulard 1968. Hamma capeneri ingår i släktet Hamma och familjen hornstritar. Inga underarter finns listade i Catalogue of Life.